# Muntura DJI DL
La muntura d'objectiu DJI DL va ser desenvolupada per DJI per a les seves càmeres de cine i drons.
Aquesta, va ser presentada l'octubre de 2017, junt amb la Zenmuse X7, una càmera Super 35 (sensor d'imatge de 23,5×15,7mm) optimitzada per a la gravació aèria, la qual és compatible amb el DJI Inspire 2.
La muntura DL té un diàmetre de 58mm i una distància focal de brida de 16,84mm, el que permet que les lents siguin extremadament compactes i lleugeres per poder usar-se en drons.

## Càmeres amb muntura DL
- Zenmuse X7 (2017): Mòdul de càmera amb sensor super 35 amb estabilitzador integrat. Compatible amb el DJI Inspire 2.[4][5]
- Ronin 4D / Zenmuse X9 (2021): Càmera de cine Full Frame mòdular amb gimbal integrat. El Zenmuse X9 (mòdul de càmera) existeix en dues resolucions, 6K i 8K. Aquests mòduls Zenmuse, inclouen un sistema de muntures intercanviables, que actualment compten amb muntura DL, Sony E, Leica M i Leica L.[6][7][8]
- Inspire 3 / Zenmuse X9 (2023): El DJI Inspire 3 també incorpora el mòdul Zenmuse X9.[9][10]

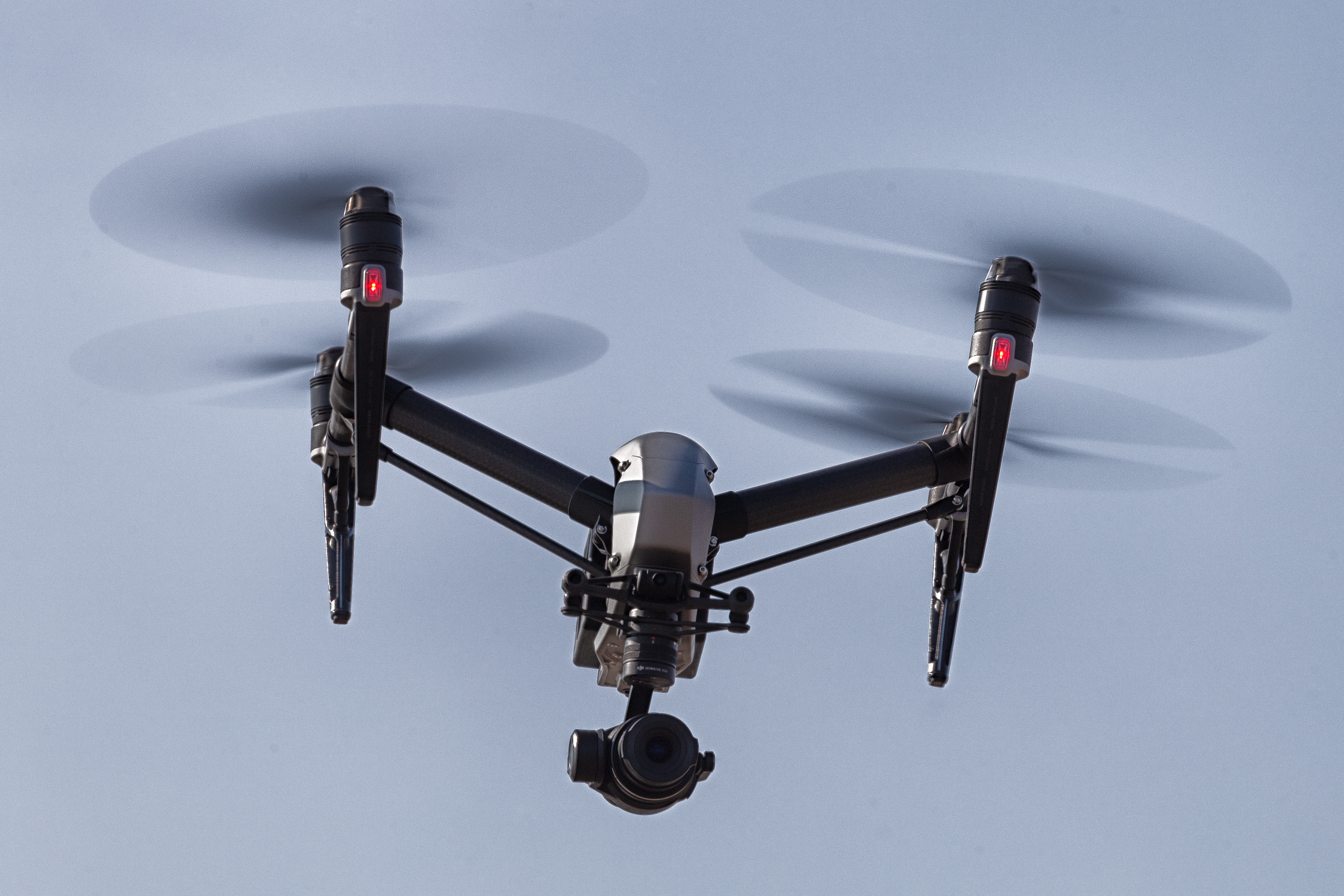
DJI Inspire 2

## Objectius

### Fixos[4]
| Distància focal | Obertura | Any  | Distància mínima d'enfoc | Diametre de filtre |
| --------------- | -------- | ---- | ------------------------ | ------------------ |
| 16mm            | 2.8      | 2017 | 0.40m                    | 55mm               |
| 18mm            | 2.8      | 2023 | -                        | 46mm               |
| 24mm            | 2.8      | 2017 | 0.65m                    | 55mm               |
| 35mm            | 2.8      | 2017 | 0.85m                    | 55mm               |
| 50mm            | 2.8      | 2017 | 0.93m                    | 55mm               |

### Zoom
| Distància focal | Obertura (T) | Any  | Distància mínima d'enfoc | Diametre de filtre |
| --------------- | ------------ | ---- | ------------------------ | ------------------ |
| 17-28mm         | 3.0          | 2023 | 0.19m                    | 67mm               |

## Terceres marques
Actualment, a part de DJI, només Venus optics i Sirui fabriquen objectius per a la muntura DL.
| Marca   | Distància focal | Obertura | Any  | Distància mínima d'enfoc | Diametre de filtre |
| ------- | --------------- | -------- | ---- | ------------------------ | ------------------ |
| Laowa   | 9mm             | 2.8      | 2019 | 0.12m                    | 49mm               |
| Laowa   | 27mm            | 2.8      | 2022 | 0.43m                    | 55mm               |
| Laowa   | 35mm            | 2.4      | 2022 | 0.60m                    | 55mm               |
| Laowa   | 50mm            | 2.4      | 2022 | 0.70m                    | 55mm               |
| Sirui   | 35mm            | 2.9      | 2022 | 0.90m                    | 58mm               |
| Viltrox | 90mm            | 3.5      | 2025 | 0.80m                    | 52mm               |